# 三田井親武
三田井 親武（みたい ちかたけ）は、戦国時代から安土桃山時代にかけての武将。中山城主。

## 生涯
三田井氏は日向国高千穂の豪族で、高千穂氏の血筋が途絶えていたため親武は養子となっていた。

高千穂氏は伝承では、三毛入野命から伝わる高知尾太郎政次（豊後緒方の庄惟基、大神惟基の長子）の子孫される。
天正18年（1587年）、豊臣秀吉による九州平定で高千穂郷は縣城主（延岡城主）となった高橋元種の所領となったが、三田井氏はこれに従わなかった。
文禄元年（1591年）9月、元種によってそそのかされた三田井氏の家老である甲斐宗摂に親武は討たれた。
同月29日、親武の首級は宮水にて実検された後、村民により宮水の地に埋葬される。
後年、地元有力者により墓碑が建てられ、享和2年（1802年）に三田井氏の支族興梠権兵衛重綱、中村忠兵衛、七折庄官甲斐又兵衛らが厚く法事を営んだとされる。明治初年に宮水神社として祀られる。

## 逸話
文禄元年（1591年）9月、親武の首級は舟の尾代官所で首実検される予定だったが、宮水に差し掛かったところでその首が重くなり、当地で実検されたという。
後に村民により林中に埋葬され「御塚」とたたえ、宮水神社の元となった。